# Oyo
Oyo je město v Nigérii ve stejnojmenném státě. Bylo založeno ve 30. letech 18. století jako hlavní město Říše Oyo. Někdy je proto nazýváno jako Nové Oyo, zatímco původní hlavní město této říše je označováno jako Staré Oyo (které je dnes neobydleno). Dominantním etnikem žijícím ve městě jsou Jorubové. V roce 2006 ve městě žilo 428 798 obyvatel.  